# Pocillopora eydouxi
Pocillopora eydouxi là một loài san hô trong họ Pocilloporidae. Loài này được Milne Edwards & Haime mô tả khoa học năm 1860.

## Hình ảnh

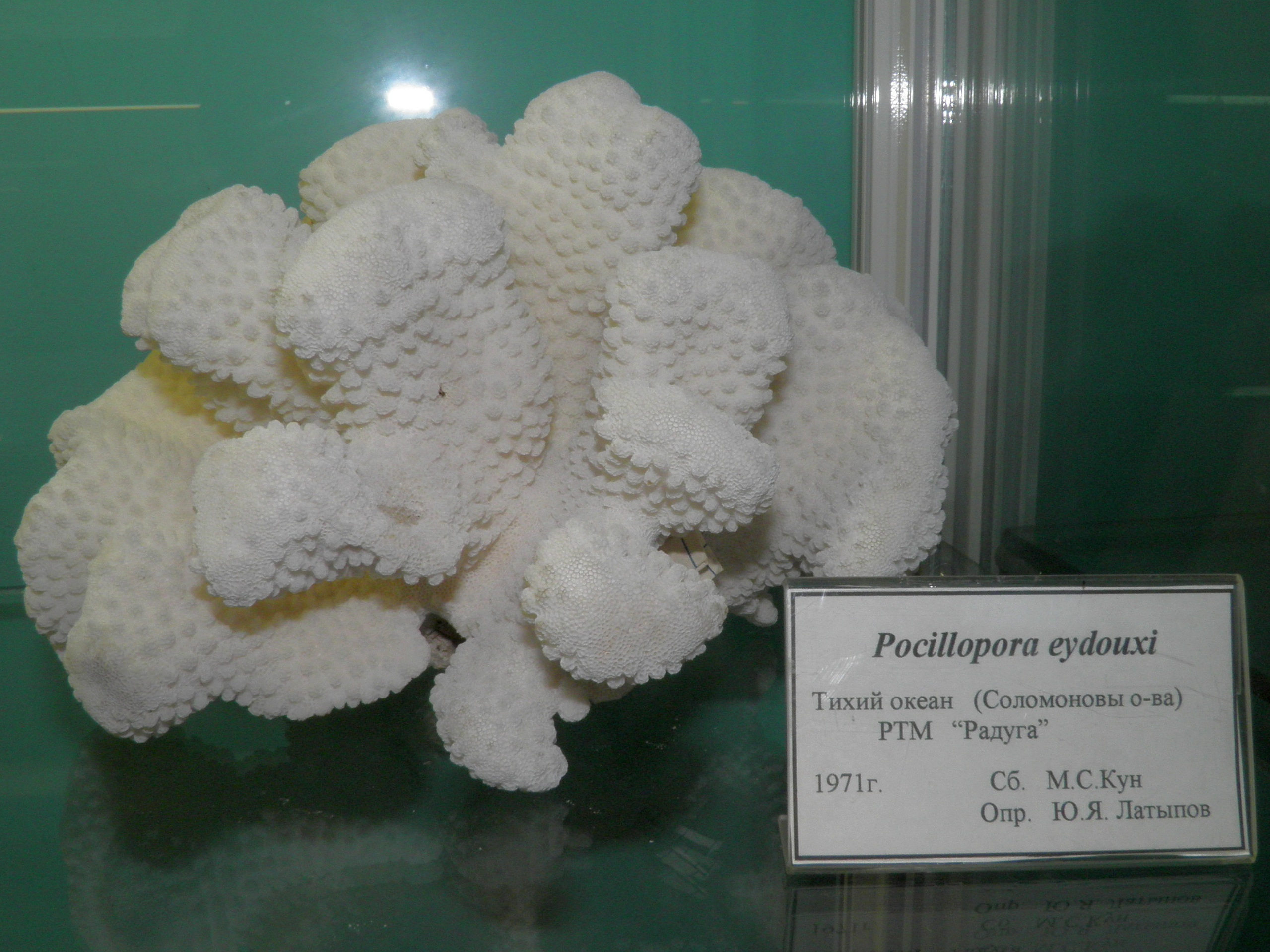